# Étouy
 Étouy  es una población y comuna francesa, en la región de Picardía, departamento de Oise, en el distrito y cantón de Clermont.

## Demografía
| 681 | 624 | 663 | 691 | 814 | 772 |
| Para los censos de 1962 a 1999 la población legal corresponde a la población sin duplicidades (Fuente: INSEE [Consultar]) |     |     |     |     |     |